# 129277 Jianxinchen
129277 Jianxinchen este o planetă minoră (asteroid) din centura de asteroizi. A fost descoperită pe 6 septembrie 2005 la Catalina Station⁠(d) de Catalina Sky Survey. 
Obiectul prezintă o orbită caracterizată de o semiaxă mare de 2,6605021607533 UAi, o excentricitate de 0,26, o înclinație de 4,2 ° în raport cu ecliptica.